# Centenário (Río Grande del Sur)
Centenário es un municipio del estado brasileño de Rio Grande do Sul. Pertenece a la Mesorregión Noroeste Rio-Grandense y a la microrregión de Erechim.